# Kingidium
Kingidium là một chi thực vật có hoa trong họ Lan.